# 椎原正次
椎原 正次（しいはら まさつぐ、1965年 - ）は、日本の経営システム工学者・社会システム工学者。大阪工業大学情報科学部データサイエンス学科教授・青藍会副会長。工学博士。日本学術会議第19期経営学研究連絡委員会委員。日本経営システム学会会長。日本情報経営学会元理事。日本セキュリティ・マネジメント学会代議員。日本オペレーションズ・リサーチ学会関西支部2012幹事。
地域デザイン学会理事。
専門は、経営システム工学・経営情報学・経営工学、社会システム工学・安全工学。

## 経歴
1988年大阪工業大学工学部経営工学科卒業。1994年同大学大学院工学研究科経営工学専攻博士課程修了、工学博士。1995年同大学工学部経営工学科講師。1996年同大学情報科学部情報システム学科講師、その後准教授を経て、2016年同学科教授。2021年同学部データサイエンス学科教授、学科長。2025年情報科学部学部長。
また、社会人向け「AIデータサイエンス・リカレント教育プログラム」（2021年度から大阪工業大学大学院情報科学研究科で開講）をデータサイエンス学科長として支援・推進している。

## 主な著書
- Cプログラミングへの第一歩－プログラムを作って学ぶ－（共著、ムイスリ出版2009、学術書）
- わかりやすい経営工学－初心者のビジネス技法36（共著、理工図書2009、学術書）
- 経営システム学への招待（共著、日本評論社2011、学術書）
- レポート作成のためのコンピュータリテラシー（初版/改訂版/第2版/第3版/第4版）（単著、ムイスリ出版、2005/2008/2012/2015/2019、学術書）
- ものづくりに役立つ経営工学の事典－180の知識－（共著、朝倉出版2014、学術書）

## 主な研究
- 部品中心流通システムに関する研究（社会システム工学）[8]
- 製造業における生産スケジュール改善サイクルのための多目的な遺伝的アルゴリズム(GA)（経営情報学）
- SISと CIMによる経営自動化システムに関する研究[9]
- タブー探索法による局所的な遅れのないスケジュール生成に基づくジョブ・ショップ・スケジューリング(JSP)（経営システム工学）
- フロー型機械加工設備における稼動率の解析（安全工学）[10]

主な受賞は、日本経営システム学会論文奨励賞、ひらかた地域産業クラスター研究会「イノベーション大賞」2020など。